# Renderovací jádro prohlížeče
Renderovací jádro prohlížeče (též vykreslovací jádro, anglicky web browser engine, layout engine nebo rendering engine) je software, který načte zdrojový kód webové stránky skládající se ze strukturálních a obsahových informací zapsaných ve značkovacím jazyce (HTML, XML) a formátovacích informací (CSS, XSL apod.) popř. spolu s obrázky a jinými objekty a zobrazí naformátovaný obsah do okna webového prohlížeče, na tiskárnu či jiné médium. Renderovací jádro je nejčastěji používáno jako součást webových prohlížečů či e-mailových klientů. Podle statistik nástroje StatCounter bylo v listopadu 2012 uživateli nejvíce používané jádro WebKit, které bylo součástí např. prohlížečů Safari a Google Chrome. V současné době se nejvíce používá fork WebKitu, který se nazývá Blink. Používá se v prohlížečích Google Chrome a Opera.
Renderovací jádro je obvykle samostatná softwarová komponenta, která je součástí samostatné softwarové knihovny a lze ji tak použít i v jiných produktech, než pro které je primárně vyvinuta. Toto se týká zejména jader, které jsou k dispozici pod svobodnou licencí. Typickým příkladem je renderovací jádro Gecko, které používají produkty Mozilla, ale též řada webových prohlížečů jako Flock, K-Meleon či Epiphany. V případě jádra Trident, které je součástí operačního systému Microsoft Windows, lze integrované jádro použít přes ActiveX. Díky tomu jej může využívat libovolná nainstalovaná aplikace bez nutnosti, aby si s sebou instalovala vlastní renderovací jádro.

## Renderovací jádra současných prohlížečů
- Chromium/Chrome (28+) - Blink
- Firefox - Gecko (lze ho nalézt v odvozeninách - Waterfox, Light, Tor Browser atd..)
- Internet Explorer - Trident
- Opera - Chromium (dříve Presto)
- Safari - Webkit
- Edge - Blink/Chromium (dříve EdgeHTML)
- Servo - výkonné jádro, původně Mozilla, dnes Linux Foundation
- Seznam prohlížeč - Blink